# Ludovico Fremont
Ludovico Fremont (Roma, 26 settembre 1982) è un attore italiano. 
È noto principalmente per aver interpretato il personaggio di Walter Masetti nei I Cesaroni.

## Biografia
Studia recitazione presso il Collegio Nazareno, successivamente alla Accademia nazionale d'arte drammatica diplomandosi nel 2004. Sempre nel 2004 prende parte allo spettacolo teatrale La centaura diretto da Luca Ronconi. Prosegue nelle rassegne teatrali Imperatori alla sbarra con Adriana Asti, Paolo Bonacelli, diretti da Giorgio Ferrara.
Esordisce in TV nella seconda serie di Lui e lei (1999), con Enrico Mutti e Vittoria Belvedere. Nel 2006 raggiunge la popolarità partecipando alla serie televisiva I Cesaroni, in cui ha il ruolo di Walter Masetti. Proseguirà fino alla quarta stagione. Nel 2007 arriva sul grande schermo con il film Scrivilo sui muri in cui è coprotagonista insieme a Cristiana Capotondi e Primo Reggiani. Sempre nel 2007 vince, in coppia con Silvia Fontana, la seconda edizione di Notti sul ghiaccio, condotta da Milly Carlucci su Rai 1.
Successivamente nel 2009 gira Sei giorni sulla terra diretto da Varo Venturi e Natale a Rio per la regia di Neri Parenti con Christian De Sica. Nell'estate dello stesso anno lavora in Sudafrica con la BBC nel film televisivo The Sinking of the Laconia, diretto da Uwe Janson. In esso ricopre il ruolo di Vincenzo Digiovanni, un giovane militare italiano catturato dopo la disfatta di El Alamein, durante la Seconda Guerra Mondiale.
Nel 2013 è coprotagonista dello spettacolo teatrale Il marito di mio figlio diretto da Daniele Falleri. Per conto della Lux Vide entra a far parte del cast di Che Dio ci aiuti 2 con Elena Sofia Ricci regia di Francesco Vicario. Sempre nel 2013 interpreta il ruolo di Cris nel film Presto farà giorno diretto da Giuseppe Ferlito. Nel 2014 ha interpretato il personaggio di Nino nella serie televisiva Un'altra vita per la regia di Cinzia TH Torrini e il proseguimento della serie Che Dio ci aiuti 3, apparendo nelle prime due puntate.
Nel 2015 è protagonista insieme a Valerio Morigi dello spettacolo teatrale Uomini senza donne scritto e diretto da Angelo Longoni.
Sempre nel 2015 realizza il suo primo lungometraggio da regista intitolato The Answer, la risposta sei tu, presentato alla Festa Del Cinema di Roma 2015.
Nel 2019 è impegnato nella tournée teatrale Per favore non uccidete Cenerentola per la regia di Roberto Marafante. Nel 2024 ritorna in tv nella miniserie La lunga notte - La caduta del duce per Rai 1, in cui interpreta Marcello Petacci.
Nel 2025, dopo quindici anni, riprende il ruolo di Walter Masetti nella serie I Cesaroni, in onda nel 2026.

## Filmografia

### Cinema
- Noi due, regia di Enzo Papetti (2004)
- Scrivilo sui muri, regia di Giancarlo Scarchilli (2007)
- Ultimi della classe, regia di Luca Biglione (2008)
- Natale a Rio, regia di Neri Parenti (2008)
- 6 giorni sulla Terra, regia di Varo Venturi (2011)
- E la vita continua, regia di Pino Quartullo, cortometraggio (2012)
- Presto farà giorno, regia di Giuseppe Ferlito (2014)
- The Answer, la risposta sei tu, regia di Ludovico Fremont (2015)
- Drony, regia di Andrea Biglione, cortometraggio (2018)
- The Hole, regia di Angelo Frezza, cortometraggio (2020)
- Amici per caso, regia di Max Nardari (2024)

### Televisione
- Lui e lei 2, regia di Elisabetta Lodoli e Luciano Manuzzi - Episodio Il campione (1999)
- Distretto di Polizia, regia Renato De Maria – serie TV, episodio 1x02 (2000)
- Angelo il custode, regia di Gianfranco Lazotti (2001)
- Cuccioli, regia di Paolo Poeti - Episodio Una piccola peste (2002)
- Carabinieri, regia di Raffaele Mertes - 3 episodi (2002)
- Distretto di Polizia 3, regia di Monica Vullo – serie TV, episodio 3x11 (2002)
- La stagione dei delitti, regia di Claudio Bonivento (2004)
- Padri e figli, regia di Gianfranco Albano e Gianni Zanasi (2005)
- Un posto tranquillo, regia di Claudio Norza (2005)
- I Cesaroni, registi vari (2006-2010, 2026)
- L'amore e la guerra, regia di Giacomo Campiotti (2007)
- Bakhita - La santa africana, regia di Giacomo Campiotti (2009)
- L'affondamento del Laconia, regia di Uwe Janson (2011)
- La figlia del capitano, regia di Giacomo Campiotti (2012)
- Che Dio ci aiuti , regia di Francesco Vicario (2013-2014)
- Un'altra vita, regia di Cinzia TH Torrini (2014)
- La lunga notte - La caduta del Duce, regia di Giacomo Campiotti, episodi 3-4-6 (2024)

## Teatro
- No al fascismo, regia di Mario Ferrero (2002)
- L'istruttoria, regia di Pino Passalaqua (2003)
- La centaura, regia di Luca Ronconi (2004)
- Processo a Nerone , regia Giorgio Ferrara (2006)
- Il marito di mio figlio, regia di Daniele Falleri (2013)
- Uomini senza donne, regia di Angelo Longoni (2015)
- La fabbrica dei bottoni di sughero, regia di Marco Cecili (2017)
- Per favore non uccidete Cenerentola, regia di Roberto Marafante (2019)
- Shakespeare In Dream, Isola Magica, regia e coreografia di Elisa Barucchieri (2020)

## Riconoscimenti
- Festival del cinema di Salerno (2007) – Miglior attore emergente per Scrivilo sui muri
- Premio Napoli Cultural Classic (2008) per la sua interpretazione ne I Cesaroni[3]
- CinemaAvola Film Festival (2012) – Miglior interprete maschile per Sei giorni sulla Terra
- Premio Charlot (2012) – Miglior attore maschile per La figlia del capitano
- Premio Margutta (2013) – Attore televisivo